# Norički Vrh
Norički Vrh – wieś w Słowenii, w gminie Gornja Radgona. W 2018 roku liczyła 183 mieszkańców.